# Lucy (песня Skillet)
«Lucy» (Люси) — пятый сингл из альбома «Awake» американской христианской рок-группы Skillet, вышедшего в 2009 году. «Lucy» так же является двенадцатой и финальной музыкальной композицией в альбоме.

## Смысл и значение
Джон Купер первоначально воздержался от обсуждения полного смысла песни, заявив, что у неё есть «суть сожаления, когда вы хотите, чтобы вы сделали всё по-другому» и «несмотря на то, что есть определённая история, у неё есть много интерпретаций, которые уже много значили для многих людей».
В ноябре 2010 года на концерте в Таргет-центре в городе Миннеаполис, Купер рассказал, что речь идет о молодой паре, борющейся с чувством сожаления после аборта. он пересказал эту историю и далее объяснил своё намерение о написании песни в интервью Air 1, размещенном на официальном сайте Skillet: Skillet — Lucy Story Behind The Song.

## Позиции в чартах
| Чарт                      | Наивысшая позиция |
| ------------------------- | ----------------- |
| Christian Rock Radio      | 21                |
| Christian CHR             | 12                |
| Billboard Christian Songs | 49                |